# Kara zakazu opuszczania koszar
Kara zakazu opuszczania koszar (ZOK) – jedna z kar dyscyplinarnych stosowanych w Wojsku Polskim.
Kara zakazu opuszczania koszar wymierzona żołnierzowi zasadniczej służby wojskowej polegała na zakazie opuszczania koszar lub innego miejsca zakwaterowania w godzinach i dniach wolnych od zajęć służbowych. Ukarany miał obowiązek meldować się na określony sygnał u oficera dyżurnego jednostki z bronią i osobistym oporządzeniem wojskowym, jednak nie częściej niż trzy razy w ciągu dnia. Podoficerowie meldowali się bez broni i oporządzenia osobistego.
Ukarani żołnierze przebywali w czasie wolnym od zajęć w rejonie swego pododdziału. Mogli oni opuszczać go tylko za zezwoleniem oficera dyżurnego jednostki. Karę tą odbywano bez przerwy.
Żołnierze zawodowi przebywali w dni zajęć służbowych – od pobudki do capstrzyku – w swoim pododdziale, z wyjątkiem przerw na posiłki przewidziane w porządku dnia oddziału. 
W czasie nocnym  oraz w dniach wolnych od zajęć, nie wolno im było opuszczać swojej kwatery służbowej lub mieszkania. Dopilnowanie wykonania kary  było obowiązkiem bezpośredniego przełożonego. Mógł on wyznaczyć do sprawowania nadzoru żołnierza zawodowego nie niższego stanowiskiem i stopniem od ukaranego.